# Зідьки
Зідьки — селище в Україні, у Зміївській міській громаді Чугуївського району Харківської області.

## Географія
Селище міського типу Зідьки розташоване на правому березі річки Сіверський Донець в місці впадання в неї річки Мжа, вище за течією примикає до села Черемушне, нижче за течією примикає до міста Зміїв. Примикає до селища Бутівка. Через селище проходить залізниця, станції Зідьки, Геніївка і Зміїв. Забезпечується підвезення робочих змін до Харкова та інших міст приміськими електропоїздами.

## Історія

Зідьки на мапі 1864 року

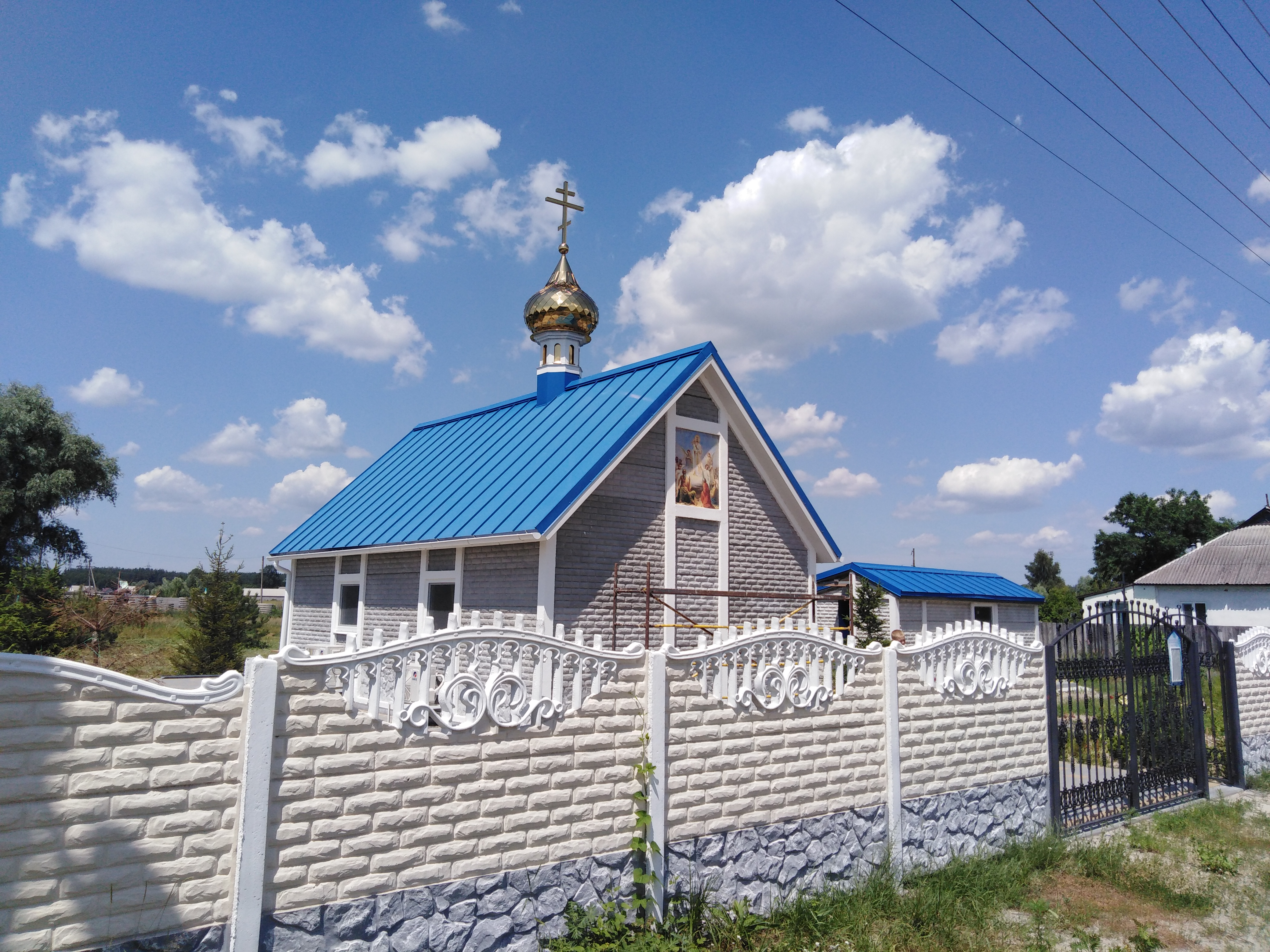
Храм

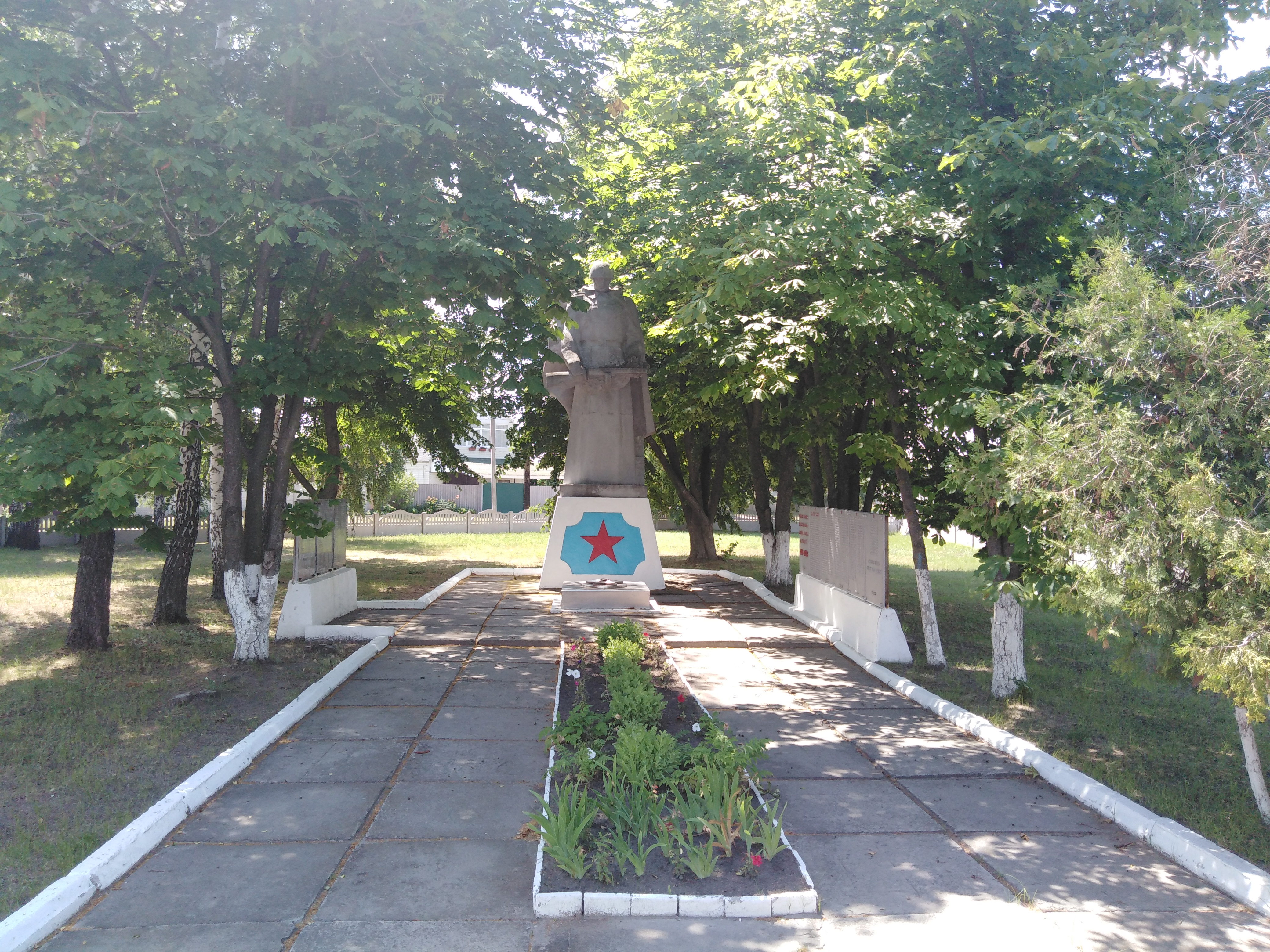
Братська могила радянських воїнів

Селище засновано в 1659 році переселенцями з Правобережної України, що тікали сюди від гніту польських феодалів.
За даними на 1864 рік у казеному селі Замостянської волості Зміївського повіту, мешкало 732 особи (365 чоловічої статі та 367 — жіночої), налічувалось 141 дворове господарство, існувала православна церква.
Станом на 1914 рік кількість мешканців зросла до 1 809 осіб.
Селище постраждало внаслідок геноциду українського народу, проведеного урядом СССР в 1932—1933 роках, кількість встановлених жертв — 116 людей.
В 1938 році відбулася зміна статусу на селище міського типу.
12 червня 2020 року, відповідно до Розпорядження Кабінету Міністрів України  № 725-р «Про визначення адміністративних центрів та затвердження територій територіальних громад Харківської області», увійшло до складу Зміївської міської громади.
19 липня 2020 року, в результаті адміністративно-територіальної реформи та ліквідації Зміївського району, село увійшло до складу Чугуївського району Харківської області.

## Населення

### Мова
Розподіл населення за рідною мовою за даними перепису 2001 року:
| Мова       | Кількість | Відсоток |
| ---------- | --------- | -------- |
| українська | 3757      | 91.93%   |
| російська  | 323       | 7.90%    |
| білоруська | 4         | 0.10%    |
| румунська  | 2         | 0.05%    |
| вірменська | 1         | 0.02%    |
| Усього     | 4087      | 100%     |

## Економіка
- Молочно-товарна і свино-товарна ферми.
- Камілицький кар'єр із залізничною гілкою.

## Об'єкти соціальної сфери
- Школа ім. Героя Радянського Союзу Григорія Ковтуна.
- Зідьківська амбулаторія сімейної медицини.
- Бібліотека